# طرفة بنت عبد الله بن عبد اللطيف آل الشيخ
طرفة بنت عبد الله بن عبد اللطيف آل الشيخ، إحدى زوجات الملك عبد العزيز آل سعود، ووالدة الملك الثالث للسعودية الملك فيصل بن عبد العزيز آل سعود.

## نشأتها

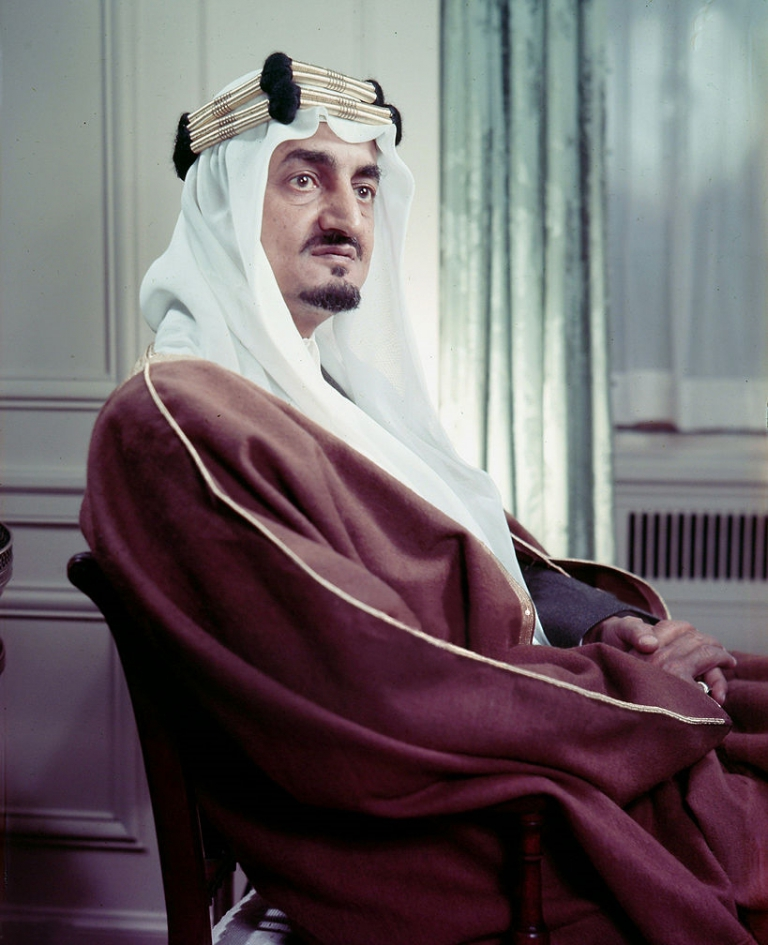
ابن طرفة الملك فيصل بن عبد العزيز آل سعود.

ولدت طرفة في عام 1301هـ/1884م في منزل علمٍ؛ فوالدها الشيخ عبد الله بن عبد اللطيف آل الشيخ سليل الشيخ محمد بن عبدالوهاب، ووالدته ابنة العالم الشيخ عبد الله بن أحمد الوهيبي المشرفي التميمي أبرز علماء نجد حيث كان قاضياً لدى الإمام عبدالله بن سعود على الدرعية عام 12291233هـ/1818-1814م، وفي زمن تركي بن فيصل 1240 -1249هـ/1834-1835م، وفيصل بن تركي عام 1250-1254هـ/ 1838-1843م/1259-1282هـ/1865-1843م، وأما والدة طرفة؛ فهي هياء المقبل، وقد تزوج الملك عبد العزيز بطرفة عام 1320هـ/1902م، مباشرةً بعدما وحّد الرياض. وكانت زوجته الثالثة. تزوجت أخت طرفة منيرة من أخ عبد العزيز غير الشقيق محمد بن عبد الرحمن، وتزوجت أختها الأخرى سارة من أخ عبد العزيز الشقيق سعد بن عبد الرحمن. وكانت هذه الزيجات خطوات استراتيجية لتعزيز الروابط بين آل سعود وآل الشيخ.
وفي عام 1322هـ/1904م أنجبت بنتاً أسموها نورة، ثم في أبريل من عام 1324هـ/1906م في الرياض أنجبت فيصلًا، وكان يُطلق على طرفة «بنت الشيخ» لمكانة والدها لدى الناس. توفيت طرفة في أكتوبر 1906 عندما كان عمر فيصل ستة أشهر فقط. تزوجت ابنتها نورة من ابن عمها خالد بن محمد، ابن محمد بن عبد الرحمن. أصبح ابن طرفة فيصل فيما بعد ملكًا للمملكة العربية السعودية في عام 1964.

## مناقبها
- كانت تقضي معظم وقتها في التزود بالعلم، والاستماع للأحاديث الدينية
- كانت في سلوكها مثالاً للمرأة التي تعرف دورها بالأسرة، وواجبها في غرس الأخلاق الحميدة بنفوس الأبناء
- العامل الديني الذي نشأت من خلاله حيث كان لوالديها دوراً كبيراً في نشأتها.[12]

## وفاتها
توفيت طرفة بنت عبد الله بن عبد اللطيف آل الشيخ رحمها الله بعد وضع ابنها فيصل بن عبد العزيز آل سعود بستة أشهر في عام 1324هـ/1906م.

## وصلات خارجية
- زوجات الملك عبد العزيز..تاريخ يحكي تقديم الرجال إلى «منصة المسؤولية».